# Палермо (Северна Дакота)
Палермо (енгл. Palermo) град је у америчкој савезној држави Северна Дакота.

## Демографија
По попису из 2010. године број становника је 74, што је 3 (-3,9%) становника мање него 2000. године.
| Група             | 2000.      | 2010.      |
| Белци             | 75 (97,4%) | 70 (94,6%) |
| Афроамериканци    | 0 (0,0%)   | 1 (1,4%)   |
| Азијати           | 1 (1,3%)   | 0 (0,0%)   |
| Хиспаноамериканци | 0 (0,0%)   | 1 (1,4%)   |
| Укупно            | 77         | 74         |